# Пелеканос
Пелека̀нос или Пелка (на гръцки: Πελεκάνος, до 1928 година Πέλκα, Пелка) е село в Република Гърция, в дем Горуша (Войо) на област Западна Македония.

## География
Пелеканос е разположено на 760 m надморска височина, западните поли на планината Синяк (Синяцико, Аскио) и в северните на планината Ризо. Отдалечено е на 18 km югозападно от Влашка Блаца (Власти), на 7 km северозападно от Ератира (Селица), на 22 km северно от Сятища и на 13 km югоизточно от Богатско (Вогацико). Край Пелеканос е разположен Домовищкият манастир „Света Параскева“.

## История

### В Османската империя
В XIX век Пелка е гръцко село в Населишка каза на Османската империя.
Според статистиката на Васил Кънчов („Македония. Етнография и статистика“) в 1900 година Пелка и има 580 жители гърци християни.
На Етнографската карта на Битолския вилает на Картографския институт в София от 1901 година Пелка е чисто гръцко село в казата Населица на Серфидженския санджак със 115 къщи.
Според статистика на Серфидженския санджак на гръцкото консулство в Еласона от 1904 година в Пелка (Πέλκα), Населишка каза, живеят 585 гърци елинофони християни.
По данни на секретаря на Българската екзархия Димитър Мишев („La Macédoine et sa Population Chrétienne“) в 1905 година в Пелка (Pelka) има 575 гърци.

### В Гърция
През Балканската война в 1912 година в селото влизат гръцки части и след Междусъюзническата в 1913 година Пелка остава в Гърция. В 1928 година е прекръстено на Пелеканос.
В 1938 година е построена църквата „Успение Богородично“.
Населението традиционно произвежда жито, тютюн, картофи и други земеделски продукти, като се занимава и със скотовъдство.
| Година    | 1913 | 1920 | 1928 | 1940 | 1951 | 1961 | 1971 | 1981 | 1991 | 2001 | 2011 | 2021 |
| --------- | ---- | ---- | ---- | ---- | ---- | ---- | ---- | ---- | ---- | ---- | ---- | ---- |
| Население | 664  | 594  | 714  | 931  | 926  | 825  | 712  | 632  | 614  | 523  | 269  | 232  |

## Личности
Родени в Пелеканос
- Аргириос Папаризос (1764 – 1851), гръцки просветен деец
- Константинос Мустаклис (1871 – 1950), гръцки зограф[9]

Починали в Пелеканос
- Зисо Калиманов (? – 1943), роден в Добролища гръцки комунист, затворен в Акронавлия, освободен през юни 1941 година, след като се обявява за българин, убит е от италиански патрул в Пелеканос[10]